# Хамрийят
Хамрийя́т (араб. خمريات‎, перс. خمریه‎ — винная поэзия) — поэтический жанр, посвященный воспеванию вина (в исламской теологии именующегося хамром) и застольных наслаждений. Эта тема появляется уже в наиболее ранний период доисламской арабской поэзии, первоначально в качестве составной части касыды, например, у аль-Аши и Амра ибн Кульсума. Зарождение жанра в значительной степени связано с городом аль-Хира — столицей государства Лахмидов — для которого была традиционной христианская культура. Самым известным поэтом хирской школы признан Ади ибн Зайд (умер ок. 600). Получив дальнейшее развитие в поэзии аль-Ахталя, она достигает наивысшего расцвета в творчестве Абу Нуваса, развившего её в отдельный жанр.
Ещё одним источником винно-гедонической темы в творчестве Абу Нуваса могла быть и доисламская персидская поэзия, несомненно воспевавшая вино. В новоперсидской поэзии тема появляется в творчестве Рудаки, Хайяма и их современников, позднее в диванах поэтов Фаррохи и особенно Менучехри, создавшего цикл застольных песен в строфической форме мусаммат. В дальнейшем винная поэзия остается значительным элементом светской касыды в персоязычной литературе. Иносказательное значение приобрела винная тема в суфийской поэзии.
«Этапы становления жанра в период с VI по IX в. отражали эволюцию всей арабской поэтической системы и были обусловлены изменениями в понимании принципов литературного творчества. Со становлением индивидуально-авторского начала, первые признаки которого наметились ещё в доисламскую эпоху, постепенно менялся стиль произведений. Поэты, в частности, стали уделять больше внимания средствам фигуративной речи. На эволюцию стиля повлиял и ещё один важный фактор, а именно изменение функции поэзии. Если на начальном этапе устная поэзия являлась „особым типом социальной памяти“ и выполняла функцию „универсального достоверного знания“ (термины П. А. Грязневича), то со временем она начинает регулироваться новыми, во многом эстетическими критериями. Поэтический текст переходит от отождествления с реальностью к её отображению. Мастерство автора определяется не достоверностью произведения, а искусностью передачи действительности, художественным вымыслом. Отделение нравственных критериев от литературно-эстетических имело самое прямое отношении к винной поэзии. Основной объект описания хамриййат, свойство которого кардинально менять местами ценности (прекрасного и безобразного) в действительности порицалось, благодаря разделению в поэзии эстетического фактора от этического имел полное право на существование».
В персидский поэзии особый вид жанра составляют так называемые сакинаме — восхваление кравчего (саки) и вина, дарующего забвение и уход от неразрешимых противоречий бытия.
В наши дни образцы жанра встречаются в виде подражаний средневековым поэтам:
О вине (подражание Хайяму)
Выпьем сладкого вина

По кувшину и до дна!

Чтобы всем была видна

Наших мыслей глубина…
(П. Густерин).